# Нікульське (Нижньогородська область)
Нікульське (рос. Никульское) — присілок в Кстовському районі Нижньогородської області Російської Федерації.
Населення становить 747 осіб. Входить до складу муніципального утворення Афонинська сільрада.

## Історія
Від 2009 року входить до складу муніципального утворення Афонинська сільрада.

## Населення
| 2002 | 2010 |
| ---- | ---- |
| 662  | ↗747 |